# Општине Албаније
Општине (алб. bashki или bashkitë) су другостепене административне јединице Албаније, испод округа а изнад комуна. Од најновијих административних реформи из 2014. године, Албанија има 61 општину.

## Историја
Општине се сматрају основном административном поделом Албаније. Од проглашења независности од Осоманског царства 1912. године, Албанија је реорганизовала унутрашњу управу 21 пут. Од стицања независности до 2000. године, регионална влада је била организована у регионе (rrethë) различитог броја, величине и значаја. Консолидовани су у групе које су се састојале од 12 округа 1991. Након уставних реформи из 1998. године, 36 тадашњих региона је у потпуности укинуто и замењено већим окрузима и двема врстама општина: градским општинама (bashki) и руралним (komuna). Године 2014. ово је ревидирано како би се смањио број градских општина на 61 и проширила њихова јурисдикција на околна села како би се створиле регионалне администрације, док су се општине — преименоване административне јединице (njësite administrative) — користиле као трећи ниво за локалну управу. Ово је први пут ступило на снагу на локалним изборима 2015. године.